# Tuba Ünsal
Tuba Ünsal (Istanbul, 7 dicembre 1981) è un'attrice ed ex modella turca.

## Biografia
Nata nel 1981 a Istanbul (Turchia) da madre insegnante di artigianato, Aysel, e da padre militare, Nazım Ünsal, Tuba proviene da una famiglia immigrata dalla Grecia da parte di padre e immigrata dalla Bulgaria e dalla Romania da parte di madre e ha una sorella, Ebru. A causa del lavoro di suo padre, ha frequentato la scuola elementare a Vize, in provincia di Kırklareli, l'istruzione secondaria a Şanlıurfa e la scuola superiore presso il liceo Anatolico Hayrettin Duran di Bornova, in provincia di Smirne. Mentre studiava al primo anno presso il dipartimento di amministrazione aziendale dell'Università Çanakkale Onsekiz Mart, si prese una pausa dagli studi. Ha iniziato la sua carriera di modella professionista dopo aver partecipato al concorso Elite Model Look nel 1998. Ha studiato recitazione all'accademia Stella Eller di Los Angeles. È apparsa in vari spot pubblicitari e campagne pubblicitarie prima di intraprendere la carriera di attrice. È anche produttrice di spettacoli teatrali e film. Tra i suoi ruoli più importanti in film in franchising ci sono Tuba Sernikli in Vizontele Tuuba, Derya in Dünya En Güzel Kokusu, in Küçük Hanımefendi, Özlem in Çılgın Dersane e Sinem in Çakallarla Dans.

## Vita privata
È stata sposata tre volte: il primo matrimonio è stato con Cem Cantaş (dal 2004 al 2006), il secondo con Murat Pilevneli (dal 2010 al 2012) e il terzo con Mirgün Cabas (dal 2013 al 2018). Dal secondo matrimonio con Murat Pilevneli nel 2010 è nata la figlia Sare, mentre dal terzo matrimonio con Mirgün Cabas nel 2013 è nato il figlio Civan Mert.

## Filmografia

### Cinema
- Kırık Kalpler, regia di Burhan Bolan (2000)
- Kolay Para, regia di Ercan Durmuş e Hakan Haksun (2002)
- Mumya Firarda, regia di Erdal Murat Aktaş (2002)
- Vizontele Tuuba, regia di Yılmaz Erdoğan (2003)
- Hızlı Adımlar, regia di Aydın Bulut (2004)
- Küçük Hanımefendi, regia di Ertem Eğilmez (2006)
- Küçük Hanımefendinin Şoförü, regia di Sabri Saydam (2007)
- Çılgın Dersane, regia di Faruk Aksoy (2007)
- Küçük Hanım Kar Tanesi, regia di Sabri Saydam (2007)
- Çocuk, regia di Onur Ünlü (2008)
- Plajda, regia di Murat Şeker (2008)
- A Beautiful Life, regia di Alejandro Chomski (2008)
- Türkler Çıldırmış Olmalı, regia di Murat Aslan (2009)
- Çakallarla Dans, regia di Murat Şeker (2010)
- Beni Unutma, regia di Özer Kızıltan (2011)
- Dünyanın En Güzel Kokusu, regia di Mustafa Uğur Yağcıoğlu (2016)
- Dünyanın En Güzel Kokusu 2, regia di Mustafa Uğur Yağcıoğlu (2017)
- Masallardan Geriye Kalan, regia di Mustafa Uğur Yağcıoğlu (2020)
- Sadece Bir Gece, regia di Sinan Biçici (2022)
- Aşkın Ömrü, regia di Mustafa Uğur Yağcıoğlu (2020)
- Cinlerin Düğünü, regia di Ferit Karahan (2025)

### Televisione
- Mahallenin Muhtarları – serie TV (1992)
- Kırık Hayatlar – serie TV (1996)
- Ruhsar – serie TV (1998)
- Kara Melek – serie TV (1998)
- Kırık Hayatlar – serie TV (1998)
- Ayşecik – serie TV (1999)
- Kurt Kapanı – serie TV (1999)
- Kıvılcım – serie TV, 1 episodio (2000)
- Çarli İş Başında – serie TV (2000)
- Savunma – serie TV (2001)
- Karaoğlan – serie TV, 7 episodi (2002)
- Ruhun Duymaz – serie TV (2004)
- Seni Çok Özledim – serie TV, 3 episodi (2005)
- Yeniden Çalıkuşu – serie TV (2005)
- Ümit Milli – serie TV (2006)
- Yemin – serie TV, 1 episodio (2007)
- Bu Kalp Seni Unutur mu? – serie TV, 17 episodi (2009)
- Canını Sevdiğim İstanbul'u – serie TV, 2 episodi (2009)
- Tövbeler Tövbesi – serie TV (2011-2012)
- Öyle Bir Geçer Zaman ki – serie TV, 24 episodi (2013)
- Bebek İşi – serie TV (2013)
- Ruhumun Aynası – serie TV (2014)
- İçerde – serie TV, 7 episodi (2017)
- Love 101 (Aşk 101) – serie TV, 6 episodi (2020-2021)
- Gecenin Ucunda – serie TV, 26 episodi (2022-2023)
- Mehmed: Fetihler Sultanı – serie TV (dal 2024)
- Bizi Seyreden Bulutlar – serie TV (2025)

## Teatro
- Guguk Kuşu (2014)
- İsimsiz Yıldız (2016)
- Fantastik Hikayeler Makinesi (2017)
- Kürk Mantolu Madonna (2017)
- Adı Aylin (2022)
- Sonbahara Son Güller (2022)

## Doppiatrici italiane
Nelle versioni in italiano dei suoi film e delle sue serie TV, Tuba Ünsal è stata doppiata da:
- Francesca Manicone[19] in Love 101[20]